# 马来西亚伊斯兰银行
马来西亚伊斯兰银行 （Bank Islam Malaysia Berhad——缩写：BIMB）这是大马首个伊斯兰银行。从1983年7月1号开始营业。SWIFT代码： BIMBMYKL。BIMB股票在1992年1月17号于马来西亚证券交易所上市。 